# Bryan Habana
Bryan Gary Habana (Johannesburg, 12 giugno 1983) è un ex rugbista a 15 sudafricano, attivo in carriera nel ruolo di tre quarti ala.
Campione mondiale con gli Springbok nel 2007, è al 2021 detentore del record di mete segnate in Coppa del Mondo insieme a Jonah Lomu.

## Biografia
Nato a Johannesburg nel 1983, Bryan Habana è figlio di Bernie Habana, in gioventù anch'egli rugbista nel ruolo di seconda linea, impossibilitato tuttavia a giocare ad alti livelli per via dell'apartheid all'epoca vigente in Sudafrica; tifoso del club calcistico inglese del Manchester Utd., Bernie Habana diede a suo figlio i nomi di Bryan Gary in omaggio a due giocatori militanti all'epoca in tale squadra, Bryan Robson e Gary Bailey.
Fino a 12 anni dedito solo al calcio, Habana prese interesse nel rugby quando suo padre lo portò allo stadio di Città del Capo per assistere al match degli Springbok contro l'Australia nel corso della Coppa del Mondo di rugby 1995; iniziò quindi a giocare a rugby nella squadra scolastica e, dopo il diploma, si iscrisse all'Università di Johannesburg.
Si mise in luce nei Golden Lions in Currie Cup, e debuttò in Nazionale nel novembre 2004 a Twickenham contro l'Inghilterra bagnando l'esordio con una meta, prima ancora di disputare il suo primo incontro da professionista in Super 14 nelle file dei Bulls.
Habana vinse il suo primo titolo di prestigio nel 2007, quando si aggiudicò il Super 14 con i Bulls; a settembre fu incluso nella rosa dei selezionati sudafricani alla Coppa del Mondo di rugby 2007 in Francia, nel corso della quale si mise in luce come miglior realizzatore: nella semifinale contro l'Argentina, infatti, mise a segno due mete che portarono il totale di torneo a 8, che eguagliarono anche il primato per una singola edizione detenuto in precedenza dal solo Jonah Lomu nel corso della Coppa del Mondo di rugby 1999.
Le prestazioni nel Super 14 e in Coppa del Mondo valsero a Bryan Habana la nomination, e la successiva vittoria, del trofeo di miglior giocatore dell'anno dell'International Rugby Board.
Nel 2009 Habana vinse il suo secondo titolo con i Bulls e, a fine anno, fu invitato a giocare nei Barbarians in occasione del match di fine tour della Nuova Zelanda; in tale partita i Barbarians vinsero grazie a tre mete di Habana.
A tale data aveva già lasciato i Bulls per siglare un contratto biennale con gli Stormers.
Alla fine della stagione di Super15 del 2013 si trasferì in Europa al Tolone con cui, nel primo anno di permanenza, vinse la Heineken Cup e la Top14.
Nel 2015 contro gli Stati Uniti Habana marcò la sua quindicesima meta in Coppa del Mondo, raggiungendo quindi il neozelandese Jonah Lomu in testa alla classifica dei realizzatori nella competizione.
Ad aprile 2018 annunciò ufficialmente il proprio ritiro.
Nel 2023 è stato inserito nella World Rugby Hall of Fame.

## Palmarès
- Coppe del mondo: 1
Sudafrica: 2007
- Super Rugby: 2
Bulls: 2007, 2009
- Champions Cup: 2
Tolone: 2013-14, 2014-15
- Campionati francesi: 1
Tolone: 2013-14
- Currie Cup: 2
Blue Bulls: 2009
Western Province: 2012